# U-43 (1939)
| U-43                                                       | U-43 | U-43 |
| ---------------------------------------------------------- | --- | --- |
|                                                            | | |
|                                                            | | |
| Зображення підводного човна U-37, аналогічного з U-43 типу | | |
| Під прапором                                               | Третій Рейх | Третій Рейх |
| Спуск на воду                                              | 23 травня 1939 року | 23 травня 1939 року |
| Виведений зі складу флоту                                  | 26 серпня 1939 року | 26 серпня 1939 року |
| Сучасний статус                                            | 13 березня 1940 року загинув поблизу північного узбережжя Нідерландів, підірвавшись на мінному полі                                                               | 13 березня 1940 року загинув поблизу північного узбережжя Нідерландів, підірвавшись на мінному полі                                                               |
| Проєкт                                                     | | |
| Тип ПЧ                                                     | Торпедний ДПЧ | Торпедний ДПЧ |
| Розробник проєкту                                          | Deutsche Schiff- und Maschinenbau, AG Weser, Бремен | Deutsche Schiff- und Maschinenbau, AG Weser, Бремен |
| Основні характеристики                                     | | |
| Швидкість (надводна)                                       | 18,2 вузла | 18,2 вузла |
| Швидкість (підводна)                                       | 7,7 вузла | 7,7 вузла |
| Робоча глибина занурення                                   | 100 м | 100 м |
| Гранична глибина занурення                                 | 220 м | 220 м |
| Автономність плавання                                      | 78 миль (144 км) на швидкості 4 вузли (7,4 км/год) (у підводному положенні) 10 500 миль (19 400 км) на швидкості 10 вузлів (18,6 км/год) (у надводному положенні) | 78 миль (144 км) на швидкості 4 вузли (7,4 км/год) (у підводному положенні) 10 500 миль (19 400 км) на швидкості 10 вузлів (18,6 км/год) (у надводному положенні) |
| Екіпаж                                                     | 48 осіб | 48 осіб |
| Розміри                                                    | | |
| Довжина найбільша (по КВЛ)                                 | 76,50 м | 76,50 м |
| Ширина корпусу найб.                                       | 5,85 м | 5,85 м |
| Висота                                                     | 9,4 м | 9,4 м |
| Середня осадка (по КВЛ)                                    | 4,70 м | 4,70 м |
| Водотоннажність надводна                                   | 1032 т | 1032 т |
| Озброєння                                                  | | |
| Артилерія                                                  | 1 × 105-мм палубна гармата SK C/32 | 1 × 105-мм палубна гармата SK C/32 |
| Торпедно- мінне озброєння                                  | 4 носових і два кормових ТА. 22 торпеди або 44 міни TMA чи 66 TMB                                                                                                 | 4 носових і два кормових ТА. 22 торпеди або 44 міни TMA чи 66 TMB                                                                                                 |
| ППО                                                        | 1 × 37-мм зенітна гармата SKC/30 2 × 20-мм зенітні гармати FlaK 30                                                                                                | 1 × 37-мм зенітна гармата SKC/30 2 × 20-мм зенітні гармати FlaK 30                                                                                                |

U-43 — великий океанський німецький підводний човен типу IX-A часів Другої світової війни. Заводський номер 948.
Введений в стрій 26 серпня 1939 року. Входив в 6-ю флотилію до 31 грудня 1939 року, з 1 січня 1940 по 30 липня 1943 року входила до 2-ї флотилії. Здійснила 14 бойових походів, потопив 21 судно (117 036 брт), пошкодив 1 судно (10 350 брт), сильно пошкодив 1 судно (9131 брт). Затоплений 30 липня 1943 року в Атлантичному океані біля Азорських островів торпедою Mark 24 FIDO скинутої американським літаком TBF «Евенджер» з ескортного авіаносця «Санті», загинув весь екіпаж — 55 осіб.

## Командири
- Капітан-лейтенант Вільгельм Амброзіус (26 серпня 1939 — 20 жовтня 1940)
- Капітан-лейтенант Вольфганг Лют (21 жовтня 1940 — 11 квітня 1942)
- Оберлейтенант-цур-зее Ганс-Йоахім Швантке (19 березня 1942 — 20 липня 1943)